# 404KC
DIGNO C 404KC（ディグノ シー ヨンマルヨンケイシー）は、京セラによって開発された、ワイモバイル（「電話サービス(タイプ1)」対応）の第3.9世代移動通信システムスマートフォン端末である。

## 概要
Digno C 404KCは、2015年2月27日に発売された端末である。同じ日に、親会社のソフトバンクモバイル（現・ソフトバンクのSoftbankブランド）からも、同じスペックの「Digno U」が発売された。カラーは、Digno C のグロスブラックに対して Digno U はマットブラックで、若干異なる。
前機種のDigno T 302KCに比べて、ディスプレイが 4.5インチから 5インチに大型化され、バッテリーも 2,000mAhから 2,300mAhに容量が向上した（ただし、取り外し不可能となった）。
一方で、ディスプレイの解像度は qHD（540x960ドット）のまま据え置かれ、スマートソニックレシーバーは廃止。そのほか、RAM（1.5GB → 1GB） やメインカメラ（800万画素 → 500万画素）もスペックダウンとなるなど、コストダウンが図られた端末となっている。
なお、本体の前面・背面ともに、「Digno」とは表記されていない。同時期に発売された SIMフリー端末「S301」（2015年3月27日発売）やアメリカ合衆国向け端末「Hydro Wave C6740」（2015年7月22日発売）もほぼ同一の筐体である。

## 沿革
- 2015年2月20日 - Digno C の発売を発表。[4]
- 2015年2月27日 - 発売。カラーはグロスブラックのみ。
- 2015年3月19日 - ホワイトを発売。[5]

## アップデート履歴
- 2015年03月11日 - ソフトウェア更新。バージョン(ビルド番号)：101.0.2400

初期設定中のフリーズ事象の改善。
- 2015年04月28日 - ソフトウェア更新。バージョン(ビルド番号)：102.0.2520

通話音質改善、画面ロック解除後に画面が黒くなる事象の改善。
- 2015年06月22日 - ソフトウェア更新。バージョン(ビルド番号)：103.0.2600

アプリショートカットが消える事象の改善など。
- 2015年09月16日 - ソフトウェア更新。バージョン(ビルド番号)：104.0.2810

セキュリティ機能の改善。
- 2015年11月10日 - ソフトウェア更新。バージョン(ビルド番号)：105.0.2900

エントリーホームのショートカットキーが反応しない事象の改善。
- 2016年05月10日 - ソフトウェア更新。バージョン(ビルド番号)：106.0.2a20

セキュリティ機能の改善など。
- 2016年10月05日 - ソフトウェア更新。バージョン(ビルド番号)：107.0.2b10

送話音量が小さくなる事象の改善、不在着信通知がスタート画面に表示されない事象の改善など。
- 2017年04月11日 - ソフトウェア更新。バージョン(ビルド番号)：108.0.2c10

世界時計のサマータイム時刻がずれる事象の改善、PCメールで一部CCが表示されない事象の改善など。
- 2018年01月25日 - ソフトウェア更新。バージョン(ビルド番号)：109.0.2d20

セキュリティ機能の改善など。
- 2020年02月17日 - ソフトウェア更新。バージョン(ビルド番号)：110.1.2e10

オールリセット後の不具合事象修正。